# 中国国家男子排球队
中国国家男子排球队，簡稱中國男排，代表中华人民共和国参加国际排球比赛和友谊赛，由中国排球协会及国家体育总局排球管理中心直接管理。中国男排在北京奥运会前只参加过一次夏季奥运会：1984年洛杉矶奥运会，并获得第八名。中国男排屬於亚洲男子排球強队之一，但至今仍未處於世界強隊水平。現時在FIVB世界排名名第24 。現任主教练是比利時籍的维塔尔·海宁。 
排球传入中國是在1910年，而中華人民共和国国家男子排球队参与国际比赛是在45年之后。自1956年，中国国家男子排球队已经参加了14次世界排球锦标赛，最好成绩是在意大利（1978年）和阿根廷（1982年）获得的第7名。
中国队参加了第一届世界排球联赛——1990年世界排球联赛，并在1992年-1997年都进入了世界排球联赛，最好成绩是1996年的第6名。而較為近年的最佳成績是2008年的第7名。

## 历史

### 早年歷史
1956年的第三届世界男排锦标赛是中国男排首次参加的世界大赛，但表现不俗，在24支球队中最终获得第九名。“文革”十年动乱期间，中国的排球事业受到了巨大的冲击，国家队解散，队员停止训练，运动技术水平急剧下降再加上连续几年没有与外界交流比赛，中国排球陷入了低谷。1976年，体育系统开始了“拨乱反正”，国家体委重新组建国家男女排球队，任命袁伟民为中国女排主教练，戴廷斌为中国男排主教练，接下来的任务就是逐步总结和学习各国的先进经验和战术打法，重新上路。
1977年与1978年，中国男排连续取得了世界盃排球賽第五名和世界男排錦標賽第七名，这是男排有史以来的最好成绩，队伍逐渐形成了一套独特的快攻战术打法，达到了一个新的水平。
1981年3月20日，中国队与韩国队的世界杯男排亚洲区预赛在香港伊利沙伯體育館进行，胜者将代表亚洲参加在日本东京举行的世界杯排球赛。那个时候正值改革开放初期，“三大件”之一的电视机已经开始走入人民群众当中，但比赛现场转播还是凤毛麟角。1980年，中国男排在巴林参加奥运会预选赛，当时只是拍了录像带，回来在国内播了一次，引起了很大的反响。1981年，中央电视台特意租用了国际卫星，对这场比赛进行现场直播。1981年底，中国男排前往日本参加第四届世界杯男子排球赛。而就在此前不久，袁伟民率领中国女排征战第三届世界杯女子排球赛，以七战七捷的成绩获得了中国“三大球”历史上的第一座冠军奖杯。海内外华人一片欢腾，人们也对即将出征的男排寄予了厚望。最终，中国男排在头号主力汪嘉伟受伤缺阵的情况下，获得了第五名。

### 2008年、2012年及2016年奧運週期
2008年北京奥运会，中国男排以东道主身份进入比赛，8月12日，与委内瑞拉队的关键一役在首都体育馆展开争夺。这场超过两个小时的比赛双方谁都不愿意轻易告负。最终凭借着高效的防反和良好的失误控制，中国男排以3比2艰难取胜。中国男排的绝地反击为晋级前八打下了坚实基础，积累了信心去迎战老对手日本队。
在排球场上，中国排球队员们都有一个信念：决不能输给日本队。在8月14日晚间的这场比赛里，怀揣着这样一种信念走上战场的中国男排开赛即以25比20和25比23连胜两局。然而两局在握，却让中国男排的年轻队员们思想有点松懈，随后被日本队以25比17和25比16连扳两局。第五局真正成为中国男排的奥运决战，周建安在决胜局先后换上施海荣和方颖超堪称妙笔。最终正是方颖超的扣球得手帮助中国男排以15比10取得全场比赛的胜利。这样一来，中国男排无需顾虑最后两场小组赛的胜负，也能够顺利晋级奥运会前八名。
随后的三场比赛，中国男排拼到了最后，但实力上的较大差距让他们连负美國隊、意大利隊和巴西队，小组出线后止步八进四淘汰赛。由于奥运会未设五至八名的排名赛，所以中国男排最终获得本次奥运会男排比赛第五名，书写了奥运会最佳成绩。
而在其後的2012年倫敦奧運會及2016年里約奧運會均在資格賽落敗，無緣奧運。

### 2020年奧運週期:首次聘請外教
奧運會資格賽的落敗，令中國排協明白須重新檢討中國男排的主教練人選，因而開始了中國男排首次聘請外籍教練的方案。
2017年4月26日，备受关注的中国男排主帅人选终于揭晓，新一届的中国男排正在以全新的面貌呈现在大众面前，新的周期，站在新的起点上，中国男排令人期待。中国男排历史上首次聘请外教，而新的教练组成员中有三名外教都来自阿根廷，也都具有丰富的经验。主教练勞爾·洛薩諾曾带领西班牙、德国和伊朗三支不同的队伍打入奥运会，更是率领波蘭男排夺得了2006年世锦赛亚军。在俱乐部层面，他的执教成绩同样出色，率队获得过国际排联世界男排俱乐部錦標賽冠军、欧洲冠军、联赛冠军、欧洲杯冠军、意大利联赛冠军，意大利超级杯冠军。同时，他还多次担任国际排联顾问和教练员培训班讲师。助理教练胡安·塞拉马莱拉当队员时曾打过室内排球和沙滩排球，成为教练后曾担任过德国男排和阿根廷女排的助理教练以及多家欧洲俱乐部主教練。体能教练安德烈斯·埃斯佩尔，也拥有着丰富的排球专项体能训练的经验，曾先后担任过德国女排、阿根廷男子沙排、巴林男排、波兰男排和伊朗男排等国家队的体能教练。
同年8月，中國男排在外帥帶領下，於2018年世錦賽亞洲區資格賽中獲得四戰三勝的戰績，成功取得2018年男排世錦賽的參賽資格。
2018年年初，中国排协宣布中国男排今年分成A队及B队备战。由于两队均有国家队本身的主力球员，因此称不上为一队及二队。A队主要专注备战世界性的比赛，如国家联赛及世界男排锦标赛，由国家队主教练劳尔负责；B队则专注于应战亚洲地区赛事，如亚洲运动会，由中国排超联赛冠军球队教练沈琼负责。

#### 无缘东京奥运会 與外教解約
2019国际排联东京男排资格赛，中国男排在与阿根廷队的比赛中以2-3落败，无缘第一时间直通东京奥运会。
同年10月中旬，由于外教劳尔·洛萨诺上任之后中国男排成绩下跌，任教期间两届亚锦赛无缘四强、2018年世锦赛小组未能出线，2019年奥运会资格赛世界组比赛也未能获得出线资格，按照聘用合同的相关条款，排球中心和外教团队解约。10月底，为了备战2020年1月7日至12日在广东江门举行的东京奥运会亚洲区男排资格赛，国家男排重新开始集结，原中国男排主教练沈富麟正式出任新一期国家男排主教练，任教至东京奥运会亚洲区资格赛结束。
2020年1月12日，在东京奥运会亚洲区男排资格赛决赛中，中国男排0-3负于伊朗队，无缘东京奥运会，沈富麟任期结束。

### 2024年奧運週期

#### 吴胜担任巴黎奥运周期主教练
2020年10月29日，在巴黎奥运周期中国男排主教练聘任新闻发布会上，宣布由浙江男排主教练吴胜担任新一届中国男排主教练。

#### 不参加世联赛
2021年4月26日，国际排联宣布中国男排已确认不参加2021年世界男排联赛，由荷兰男排顶替。公告称，由于新冠疫情大流行造成的财务限制和旅行限制，以及14天隔离政策和中华人民共和国全国运动会的安排冲突，中国排球协会决定从今年的国家联赛中撤出其国家男队。

#### 獲得世錦賽參賽資格
在2021年亞洲男子排球錦標賽中，中國男排摘銅，世界排名上升至第二十二名，獲得2022年世界男子排球錦標賽參賽資格。

#### 重獲世聯賽參賽資格
由於國際排聯取消俄羅斯國家隊的參賽權，因此給予中國男排2022年世界男排聯賽參賽資格，並以挑戰球隊身份參加，是中國男排時隔2年再參加世聯賽。中國男排以第13名完成比賽，由於並非排名最低的挑戰球隊，意味著仍然擁有下年的參賽資格。

### 2028年奧運週期

#### 第二度聘請外教
由於在2023年世界男排聯賽成績不佳導致再次失去世聯賽參賽資格，再加上在2024年奧資賽未能出綫，中國男排已經肯定再次無緣奧運會。
中國排協其後把重心轉移到2028年奧運會週期的備戰，並在2024年4月25日宣布再次聘任外籍教練。新的主教練是來自比利時的维塔尔·海宁。海宁的執教生涯豐富，曾帶領過波蘭、德國國家隊奪得大賽的獎牌，更是少數執教過男排及女排的教練。據知雙方签约五年，但在三年后可以选择解约。主要目标是獲得獲得2028年洛杉矶奥运会參賽資格。随后在2024年FIVB男子排球挑戰盃，中國男排在临沂主场夺冠，时隔一年后再次重返世界联赛，并且锁定了参加2025年世界男排锦标赛的资格。

## 現役隊員

### 2024年FIVB男子排球挑戰盃名單
主教練： 维塔尔·海宁
| 號碼 | 姓名   | 背衫名     | 出生日期       | 身高 (cm) | 效力俱乐部         | 埸上位置   |
| ---- | ------ | ---------- | -------------- | --------- | ------------------ | ---------- |
| 2    | 江川   | JIANG C.   | 1994年8月9日   | 205       | 北京汽車           | 接應 (OP)  |
| 3    | 王鶴斌 | WANG H.B.  | 1999年6月27日  | 188       | 广东深圳宝安明金海 | 二傳 (S)   |
| 4    | 李磊   | LI L.      | 2001年8月23日  | 201       | 山东儒辰           | 主攻 (OH)  |
| 6    | 俞元泰 | YU Y.T.    | 1997年12月3日  | 186       | 江蘇南京廣電貓貓   | 主攻 (OH)  |
| 8    | 王东宸 | WANG D.C.  | 2000年6月1日   | 205       | 名古屋狼犬         | 副攻 (MB)  |
| 9    | 李咏臻 | LI Y.Z.    | 1998年8月7日   | 200       | 浙江體彩           | 副攻 (MB)  |
| 10   | 杨天缘 | YANG T.Y.  | 1994年6月28日  | 180       | 上海光明           | 自由人 (L) |
| 14   | 翟德军 | ZHAI D.J.  | 2000年1月2日   | 195       | 山东儒辰           | 主攻 (OH)  |
| 15   | 彭世坤 | PENG S.K.  | 2000年8月26日  | 208       | 巴黎排球           | 副攻 (MB)  |
| 16   | 曲宗帅 | QU Z.S.    | 1999年1月20日  | 186       | 上海光明           | 自由人 (L) |
| 17   | 王径一 | WANG J.Y.  | 1998年2月7日   | 202       | 山东儒辰           | 接應 (OP)  |
| 20   | 饒書涵 | RAO S.H.   | 1996年12月23日 | 205       | 捷太格特Stings愛知 | 副攻 (MB)  |
| 22   | 张景胤 | ZHANG J.Y. | 1999年12月20日 | 207       | 貝爾哥羅德         | 主攻 (OH)  |
| 30   | 毛天一 | MIAO T.Y.  | 1993年6月2日   | 200       | 天津食品集團       | 二傳 (S)   |

  : 隊長 

## 國際賽成绩
| 年   | 排名         |
| ---- | ------------ |
| 1964 | 没有参赛资格 |
| 1968 | 没有参赛资格 |
| 1972 | 没有参赛资格 |
| 1976 | 没有参赛资格 |
| 1980 | 没有参赛资格 |
| 1984 | 第8名        |
| 1988 | 没有参赛资格 |
| 1992 | 没有参赛资格 |
| 1996 | 没有参赛资格 |
| 2000 | 没有参赛资格 |
| 2004 | 没有参赛资格 |
| 2008 | 第5名        |
| 2012 | 没有参赛资格 |
| 2016 | 没有参赛资格 |
| 2020 | 没有参赛资格 |
| 2024 | 没有参赛资格 |
| 總計 | 2/16         |

| 年   | 排名         |
| ---- | ------------ |
| 1949 | 没有参赛资格 |
| 1952 | 没有参赛资格 |
| 1956 | 第9名        |
| 1960 | 没有参赛资格 |
| 1962 | 第9名        |
| 1966 | 第9名        |
| 1970 | 没有参赛资格 |
| 1974 | 第15名       |
| 1978 | 第7名        |
| 1982 | 第7名        |
| 1986 | 第12名       |
| 1990 | 没有参赛资格 |
| 1994 | 第15名       |
| 1998 | 第15名       |
| 2002 | 第13名       |
| 2006 | 第17名       |
| 2010 | 第19名       |
| 2014 | 第15名       |
| 2018 | 第21名       |
| 2022 | 第24名       |
| 2025 | 取得參賽資格 |
| 總計 | 15/20        |

| 年   | 排名         |
| ---- | ------------ |
| 1965 | 没有参赛资格 |
| 1969 | 没有参赛资格 |
| 1977 | 没有参赛资格 |
| 1981 | 没有参赛资格 |
| 1985 | 没有参赛资格 |
| 1989 | 没有参赛资格 |
| 1991 | 没有参赛资格 |
| 1995 | 第10名       |
| 1999 | 第11名       |
| 2003 | 第10名       |
| 2007 | 没有参赛资格 |
| 2011 | 第11名       |
| 2015 | 没有参赛资格 |
| 2019 | 没有参赛资格 |
| 2023 | 没有参赛资格 |
| 總計 | 4/15         |

| 年   | 排名   |
| ---- | ------ |
| 1990 | 第8名  |
| 1991 | -      |
| 1992 | 第7名  |
| 1993 | 第7名  |
| 1994 | 第10名 |
| 1995 | 第11名 |
| 1996 | 第6名  |
| 1997 | 第10名 |
| 1998 | -      |
| 1999 | -      |
| 2000 | -      |
| 2001 | -      |
| 2002 | 第9名  |
| 2003 | -      |
| 2004 | 第10名 |
| 2005 | -      |
| 2006 | 第13名 |
| 2007 | 第9名  |
| 2008 | 第7名  |
| 2009 | 第13名 |
| 2010 | 第15名 |
| 2011 | -      |
| 2012 | -      |
| 2013 | -      |
| 2014 | 第23名 |
| 2015 | 第24名 |
| 2016 | 第19名 |
| 2017 | 第17名 |
| 總計 | 18/28  |

| 年   | 排名         |
| ---- | ------------ |
| 2018 | 第15名       |
| 2019 | 第16名       |
| 2021 | 退赛         |
| 2022 | 第13名       |
| 2023 | 第16名       |
| 2024 | 沒有參賽資格 |
| 2025 | 取得參賽資格 |
| 總計 | 5/7          |

| 年   | 排名                        |
| ---- | --------------------------- |
| 2018 | 没有参赛 (參加世界男排联赛) |
| 2019 | 没有参赛 (參加世界男排联赛) |
| 2022 | 没有参赛 (參加世界男排联赛) |
| 2023 | 第5名                       |
| 2024 | 冠軍                        |
| 總計 | 2/5                         |

| 年   | 排名         |
| ---- | ------------ |
| 1993 | 没有参赛资格 |
| 1997 | 第4名        |
| 2001 | 没有参赛资格 |
| 2005 | 第6名        |
| 2009 | 没有参赛资格 |
| 2013 | 没有参赛资格 |
| 2017 | 没有参赛资格 |
| 總計 | 2/7          |

## 洲際賽成绩
| 年   | 排名         |
| ---- | ------------ |
| 1958 | 没有参赛资格 |
| 1962 | 没有参赛资格 |
| 1966 | 没有参赛资格 |
| 1970 | 没有参赛资格 |
| 1974 | 没有参赛资格 |
| 1978 | 铜牌         |
| 1982 | 銀牌         |
| 1986 | 金牌         |
| 1990 | 金牌         |
| 1994 | 銀牌         |
| 1998 | 金牌         |
| 2002 | 第4名        |
| 2006 | 銀牌         |
| 2010 | 第5名        |
| 2014 | 第4名        |
| 2018 | 第9名        |
| 2022 | 銀牌         |
| 總計 | 12/17        |

| 年   | 排名  |
| ---- | ----- |
| 1975 | 季軍  |
| 1979 | 冠軍  |
| 1983 | 亞軍  |
| 1987 | 亞軍  |
| 1989 | 季軍  |
| 1991 | 季軍  |
| 1993 | 第4名 |
| 1995 | 亞軍  |
| 1997 | 冠軍  |
| 1999 | 冠軍  |
| 2001 | 第4名 |
| 2003 | 亞軍  |
| 2005 | 亞軍  |
| 2007 | 第4名 |
| 2009 | 第4名 |
| 2011 | 亞軍  |
| 2013 | 季軍  |
| 2015 | 季軍  |
| 2017 | 第6名 |
| 2019 | 第6名 |
| 2021 | 季軍  |
| 2023 | 第4名 |
| 總計 | 21/21 |

| 年   | 排名   |
| ---- | ------ |
| 2008 | 季軍   |
| 2010 | 亞軍   |
| 2012 | 冠軍   |
| 2014 | 第5名  |
| 2016 | 亞軍   |
| 2018 | 不参赛 |
| 2022 | 冠軍   |
| 總計 | 6/7    |

## 2025年赛程及結果
| #                   | 對手     | 日期    | 赛果 | 比賽地點 | 赛事                     |
| ------------------- | -------- | ------- | ---- | -------- | ------------------------ |
| 1                   | 日本     | 6月11日 | –    | 西安市   | 2025年男子排球國家聯賽   |
| 2                   | 塞爾維亞 | 6月12日 | –    | 西安市   | 2025年男子排球國家聯賽   |
| 3                   | 荷蘭     | 6月14日 | –    | 西安市   | 2025年男子排球國家聯賽   |
| 4                   | 土耳其   | 6月15日 | –    | 西安市   | 2025年男子排球國家聯賽   |
| 5                   | 美国     | 6月25日 | –    | 芝加哥   | 2025年男子排球國家聯賽   |
| 6                   | 巴西     | 6月26日 | –    | 芝加哥   | 2025年男子排球國家聯賽   |
| 7                   | 義大利   | 6月27日 | –    | 芝加哥   | 2025年男子排球國家聯賽   |
| 8                   | 加拿大   | 6月29日 | –    | 芝加哥   | 2025年男子排球國家聯賽   |
| 9                   | 法國     | 7月15日 | –    | 格但斯克 | 2025年男子排球國家聯賽   |
| 10                  | 伊朗     | 7月16日 | –    | 格但斯克 | 2025年男子排球國家聯賽   |
| 11                  | 保加利亚 | 7月17日 | –    | 格但斯克 | 2025年男子排球國家聯賽   |
| 12                  | 古巴     | 7月19日 | –    | 格但斯克 | 2025年男子排球國家聯賽   |
| 13                  | 巴西     | 9月14日 | –    | 帕賽市   | 2025年世界男子排球锦标赛 |
| 14                  | 塞爾維亞 | 9月16日 | –    | 帕賽市   | 2025年世界男子排球锦标赛 |
| 15                  | 捷克     | 9月18日 | –    | 帕賽市   | 2025年世界男子排球锦标赛 |
| 主教练: 维塔尔·海宁 |          |         |      |          |                          |

## 歷代著名球員
- 袁伟民
- 汪嘉偉
- 郑亮
- 俞觉敏
- 王寶泉
- 蔡斌
- 汤淼
- 沈琼
- 袁志
- 崔建軍
- 丁慧
- 焦帥
- 于大偉
- 任琦
- 江川
- 刘力宾